# Långtjärnarna (Idre socken, Dalarna)
Långtjärnarna är en sjö i Älvdalens kommun i Dalarna och ingår i Dalälvens huvudavrinningsområde.